# Ramer (Tennessee)
Ramer – miasto w Stanach Zjednoczonych, w stanie Tennessee, w hrabstwie McNairy.